# 坂本繁二郎

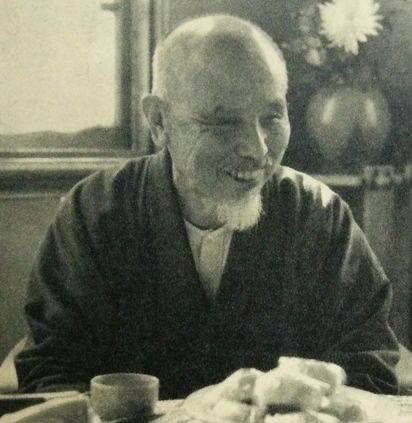
1956年

坂本 繁二郎（さかもと はんじろう、 1882年3月2日 - 1969年7月14日）は、明治後期～昭和期の洋画家である。

## 来歴
1882年（明治15年）、福岡県久留米市に生まれる。同じ年、同じ久留米に生まれた画家として青木繁がいる。
坂本は10歳になると、地元久留米在住の画家・森三美に師事して絵を学んだ。高等小学校に上がる頃には、絵の腕前は相当なもので、「神童」と持てはやされたという。坂本の父・金三郎は久留米藩の中級武士であったが、坂本が4歳の時に死去していた。金三郎の長男で、やがて家長となるべき長兄・麟太郎が京都の第三高等学校に進学したため、二男の繁二郎は進学をあきらめざるをえず、高等小学校卒業後、5年ほどはもっぱら画作に時を過ごした。

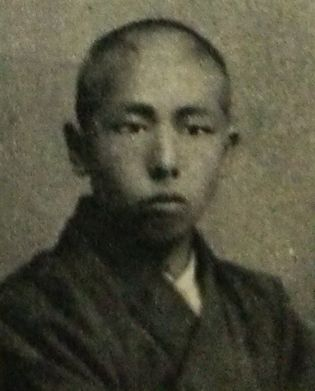
代用教員時代（20歳）

前述の森三美は久留米高等小学校の図画教師をしていたが、他校へ転任するにあたり坂本を自分の後任として指名した。その結果、坂本は1900年（明治33年）、母校の図画代用教員となった。その頃、ライバルの青木繁は東京で絵の勉強をしていたが、1902年（明治35年）、徴兵検査のため、郷里に戻ってきた。青木は坂本に東京で描いた絵を見せたが、この時青木の画技の上達に驚いた坂本は自らも上京して絵を学ぶことを決意し、わずか数か月後には青木とともに上京して、小山正太郎の「不同舎」に入った。坂本の満20歳の時であった。
1907年（明治40年）、『北茂安村』が第1回文展に入選している。1912年（大正2年）、第6回文展に出品した『うすれ日』は、夏目漱石が高く評価したことで知られている。
1914年（大正3年）には文展からの独立を目指す二科会創立に参加。
1921年（大正10年）に渡仏し、シャルル・ゲランに師事する。しかし、フランスに着いた坂本が魅せられたのは、名だたる巨匠たちの絵ではなく、その自然であった。かつて印象派を生み、育んだ明るい光と風に虜になった坂本は、その柔らかい色彩はより明るく、鮮やかさを増した。1923年（大正12年）の『ブルターニュ』は、物の形を単純化し、色彩を重ねることで表現され、写実を超えて見る者の想像力へ訴える画法へと進化を遂げた。坂本はこの画法を用いて肖像画にも挑み、同年の『帽子を持てる女』は優しくしかも強さをも秘めた存在感を持つ女性を描き、本場の画家たちから高く評価された。
1924年（大正13年）9月に郷里の久留米に戻り、以後は東京へ戻ることはなく、終生九州で制作を続けた。1927年（昭和2年）の『放水路の雲』は、フランスで身につけた手法で地元の風景を描いたものである。1931年（昭和6年）には友人の高校教師梅野満雄（青木繁作品のコレクターとしても知られる）の援助で、福岡県八女（やめ）の梅野宅の隣地にアトリエを建立。ここが以後の制作の拠点となる。
1942年（昭和17年）に第29回二科美術展覧会では、坂本の還暦記念特別陳列も開かれ、一つの部屋に坂本の21作品を一挙に展示され、それまで未発表であった1927年（昭和2年）に描いた『母の像』も公開された。
第二次大戦後は梅原龍三郎、安井曾太郎と並ぶ洋画会の巨匠と見なされるようになる。1947年日本芸術院会員になることを辞退した。1954年（昭和29年）、毎日美術賞、1956年（昭和31年）、文化勲章を受章。
1969年（昭和44年）、八女市内で87歳で没した。墓所は八女市無量寿院。
坂本は代表作『水より上がる馬』をはじめとして馬の絵をよくしたが、第二次大戦後の柿、栗などの静物や能面をモチーフにした作品、最晩年の月を題材にした作品もそれぞれ独自の境地をひらいている。

## 坂本と青木繁
青木繁とは、同じ久留米の出身で、生年も同じことから、比較されたり、並べて論じられることが多い。文学青年で浪漫派だった青木に対し、坂本には学者肌のところがあり、優れた絵画論をいくつも著している。
上述のように、坂本が上京を決意したのは1902年（明治35年）のことで、帰省中の青木から作品を見せられた時であった。幼児から「神童」と持てはやされていた坂本は、青木の画技の上達ぶりに驚嘆し、絵の面で青木に追い抜かれてなるものかというライバル意識から、上京を決意したとするのが通説である。同じ1902年（明治35年）の11月から12月にかけて、坂本、青木繁および同郷の画学生・丸野豊の3名は連れ立って群馬県妙義山・信州小諸方面へスケッチ旅行へ出かけている。青木が1911年（明治44年）、満28歳で死去すると、坂本は青木の遺作展の開催や画集の刊行のために奔走した。
坂本にとって青木は無二の親友であるとともに、終生その存在を意識せざるをえないライバルであったようである。坂本の死後、遺品のなかからは青木が画学生時代に描いたスケッチ等の未発表作品60数点が発見された。坂本がこれら青木作品の存在を誰にも知らせず、数十年に亘って秘蔵していた理由は明らかでなく、さまざまな推定がなされている。

## 代表作
- 水より上る馬（1937）（東京国立近代美術館）

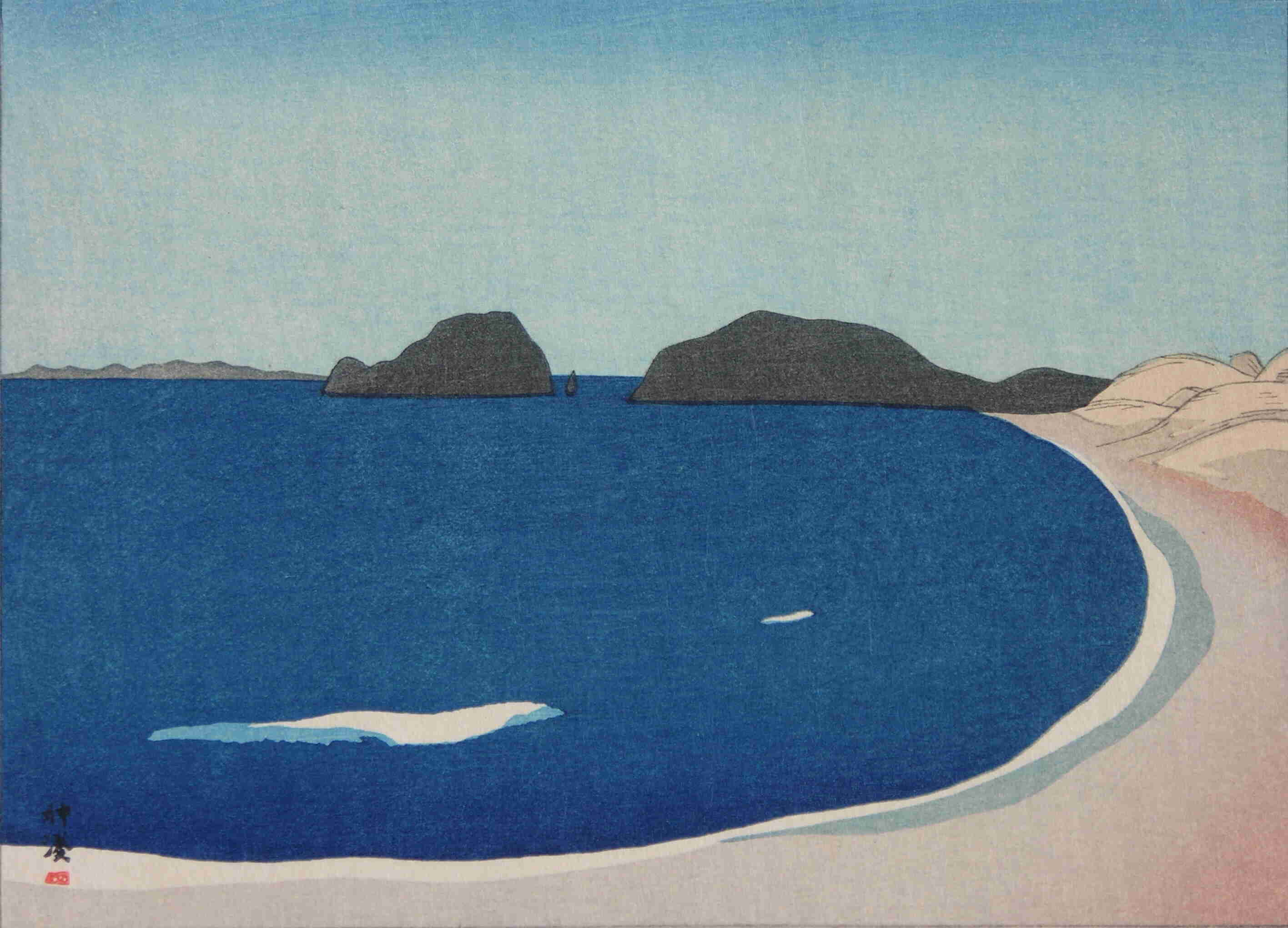
坂本繁二郎「神湊」『日本風景版画　筑紫之部』1918

- 放牧三馬（1932）（アーティゾン美術館）

## 著書・画集
- 坂本繁二郎文集 石井鶴三等編 中央公論社 1956
- 坂本繁二郎画集 1897-1961 久我五千男編 求竜堂 1962
- 坂本繁二郎画談 杉森麟編著 第一書房 1962
- 私の絵私のこころ 日本経済新聞社 1969
- 坂本繁二郎作品全集 坂本薫 河北倫明 久我五千男編 朝日新聞社 1970
- 現代日本美術全集 11 坂本繁二郎 集英社 1972
- 日本の名画 33 坂本繁二郎 河北倫明編著 講談社 1974
- 日本の名画 11 坂本繁二郎 編集：岩崎吉一 中央公論社 1976
- 坂本繁二郎全版画集 坂本暁彦編 形象社 1980
- 坂本繁二郎画伯談話集 杉森麟編著 中川書店 2004.12

## 家族
- 母・歌子
- 兄・麟太郎 - 夭折
- 妻・薫 - 母方叔父・権藤千之助の二女で、繁二郎とはいとこ[6]。1910年に結婚し、護国寺西亀原台に新居を構える[6]。妻を描いた「張り物」は第4回文展で褒状になった[6]。親戚に権藤成卿。
- 娘（1913年生まれ） - 先天的な障害を持っていた[7]

## 生家・アトリエ
- 生家 - 久留米市京町224-1に所在。2002年（平成14年）に所有者から久留米市に寄贈され、復元したうえで2010年（平成22年）から公開されている[8]。
- アトリエ - 久留米市石橋文化センター内。1980年（昭和55年）に八女市より移築された。通常は非公開（イベント時などのみ公開）。
- 旧居 - 八女市稲富513番地10に所在[9]。
- アトリエ跡 - 八女市緒玉134番地1に所在。

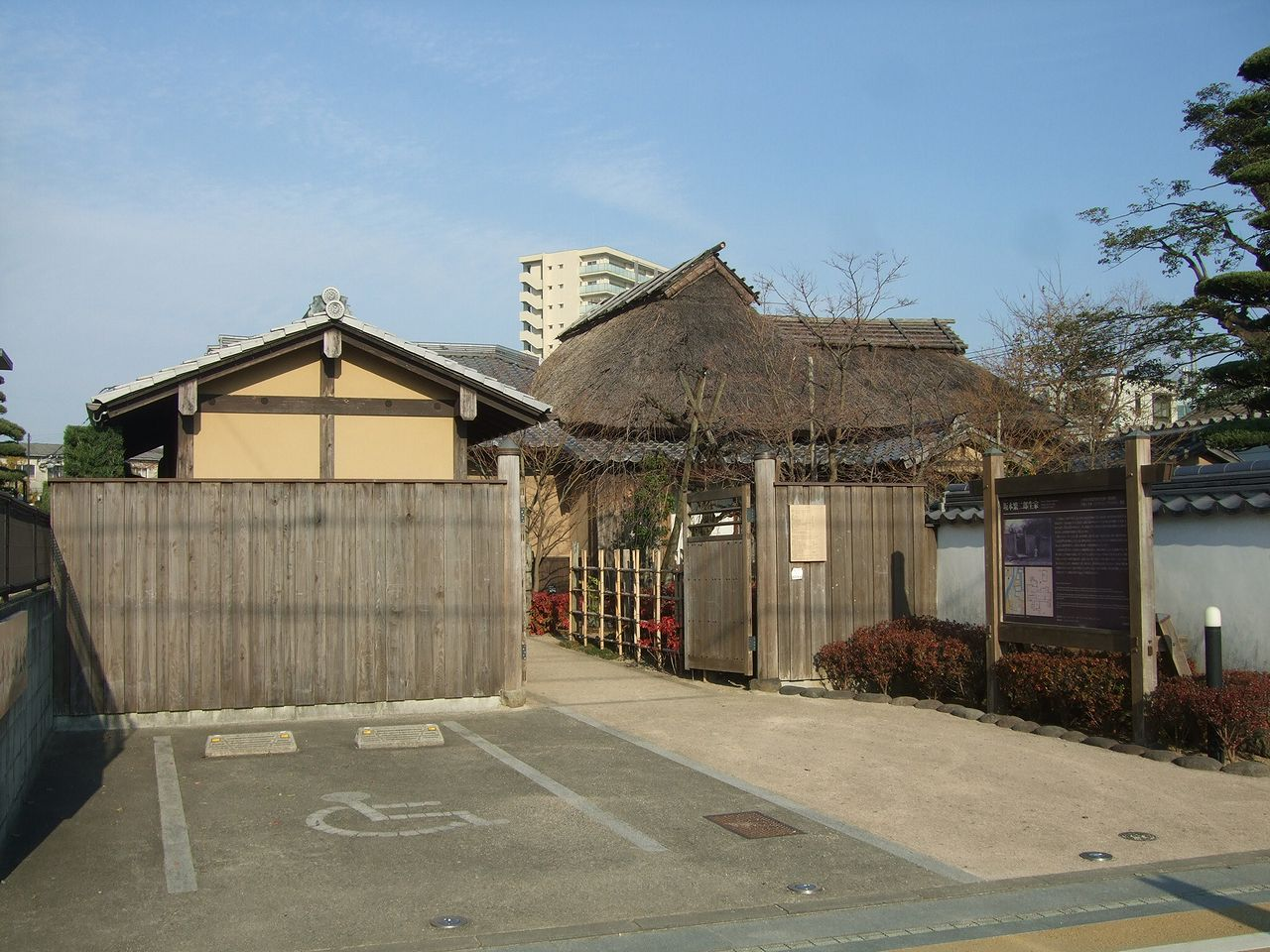
生家
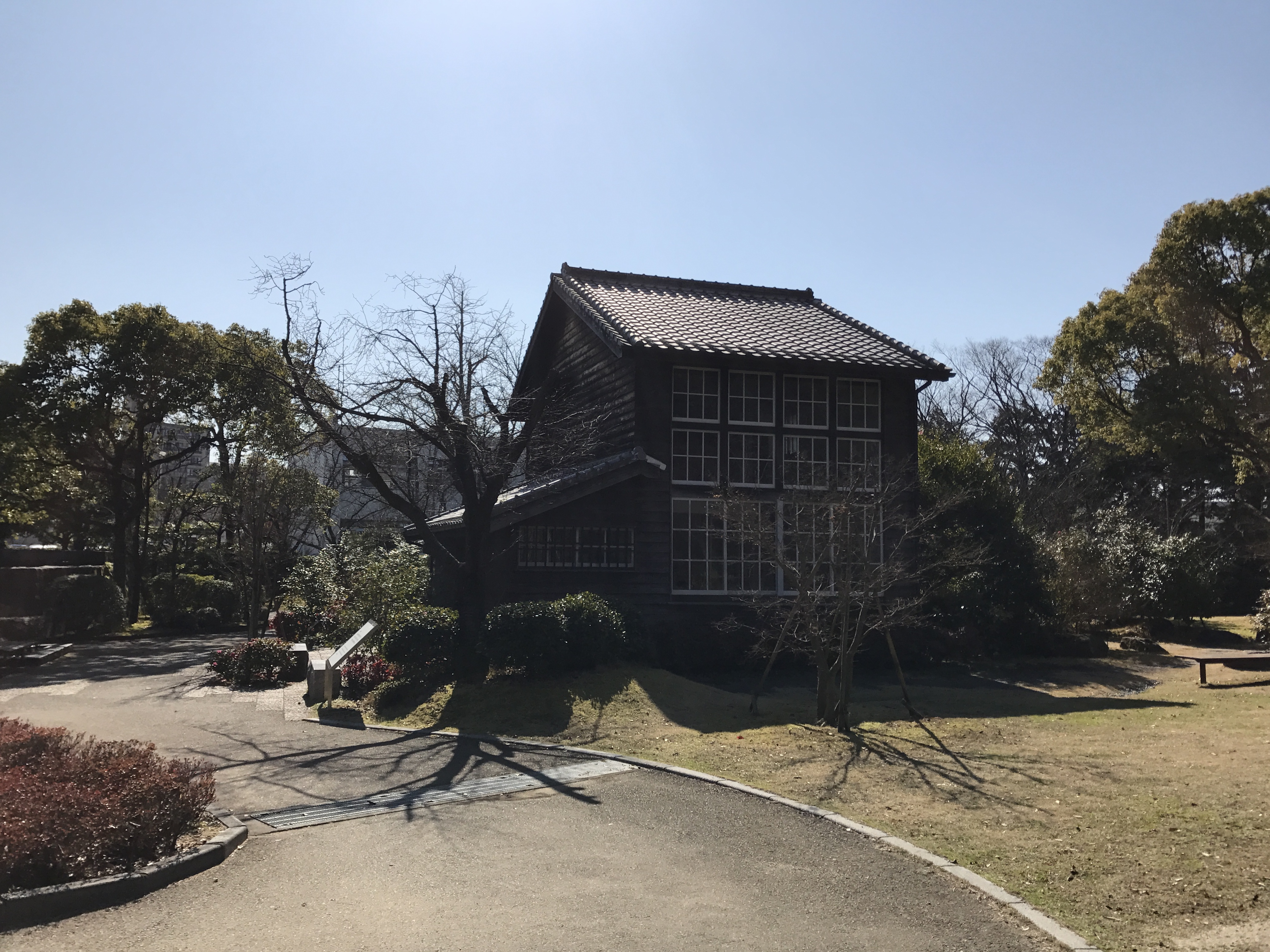
旧アトリエ（石橋文化センター内）